# Maclura pomifera
Maclura pomifera (sin. Maclura aurantica), maclura pomiferă sau merele cailor (numită popular și „portocal fals”) este un arbore foios mic sau un arbust mare, cu o înălțime ce variază între 8–15 metri. Este o plantă monoica, cu florile masculine și feminine pe acelasi individ. Fructul, dintr-o familie de fructe multiple, este aproximativ sferic, cu 7.6–15.2 centimetri în diametru. Acesta este umplut cu un latex alb lipicios. În toamnă, culoare devine de un strălucitor galben-verde. În ciuda numelui „portocal fals”, acesta nu este strâns legat de portocal.
Maclura aurantiaca a fost descoperită în 1804, de botanistul Thomas Nuttall. Numele plantei vine însă de la William Maclure, un geolog care a finanțat expediția lui Nuttall, în zona statelor Arkansas și Oklahoma.
În 1818 a fost introdusă în Italia ca înlocuitor al frunzelor de dud in hrana viermilor de mătase in urma unei boli grave care a decimat plantațiile de dud, însă fără rezultate prea bune. 
In România se găsește in Sudul Olteniei, probabil adusa cu același scop, dar și în Parcul Cișmigiu din București, în jurul lacului.

## Fructul
Fructul are un miros plăcut și ușor, fiind însă necomestibil pentru cea mai mare parte dintre viețuitoare. Deși nu este foarte otrăvitor, mâncatul fructului poate provoca vărsături. Cu toate acestea, semințele din fructe sunt comestibile. Fructul este, uneori, sfâșiat de veverițe pentru a obține semințe, însă puține alte animale native fac uz de fruct ca o sursă de hrană. Acest lucru este neobișnuit, fiindcă cel mai adesea semințele fructelor de maclura sunt dispersate prin intermediul animalelor.

### Galerie

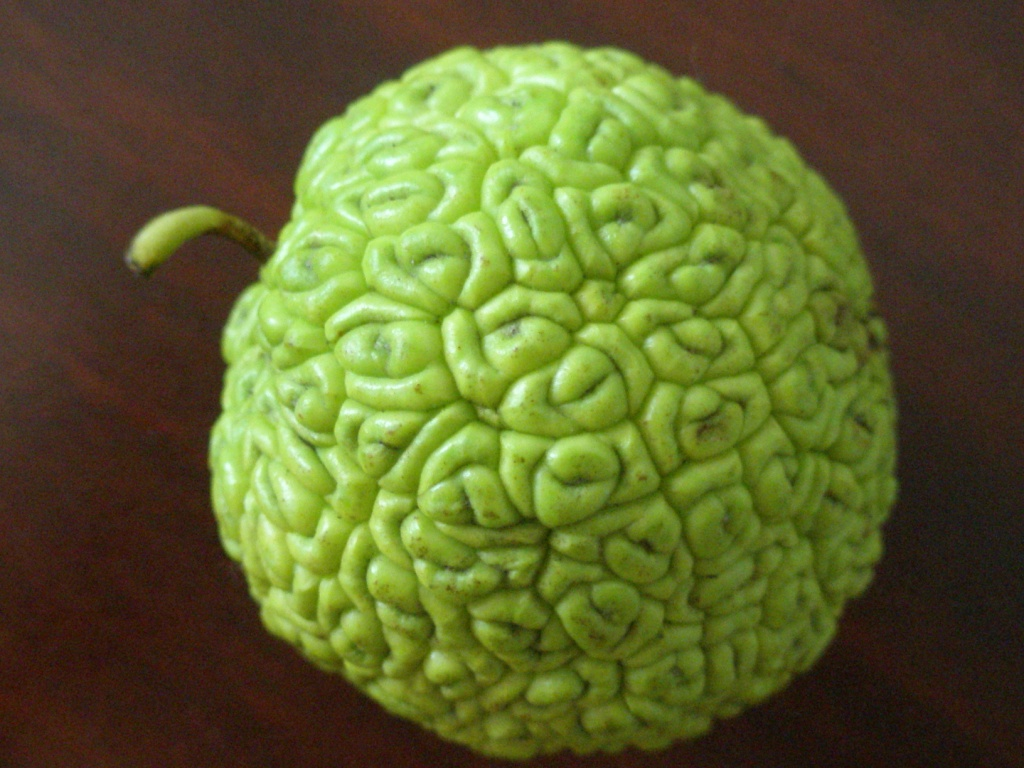
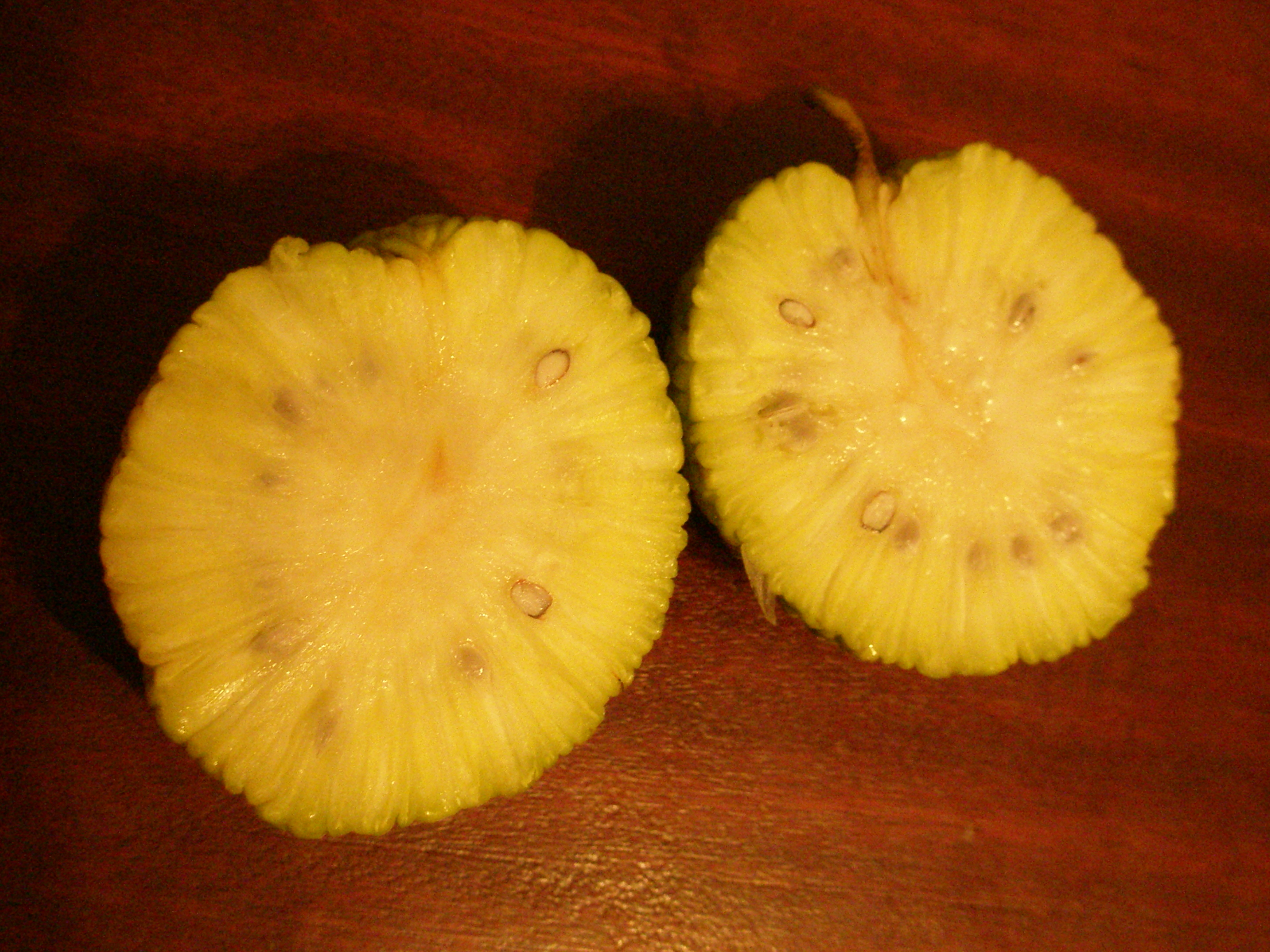